# Mubadala Citi DC Open 2023 - Qualificazioni singolare maschile
Le qualificazioni del singolare del Mubadala Citi DC Open 2023 sono state un torneo di tennis preliminare per accedere alla fase finale della manifestazione. I vincitori dell'ultimo turno sono entrati di diritto nel tabellone principale. In caso di ritiro di uno o più giocatori aventi diritto, a questi sono subentrati i lucky loser, ossia i giocatori che hanno perso nell'ultimo turno ma che avevano una classifica più alta rispetto agli altri partecipanti che avevano comunque perso nel turno finale.

## Teste di serie
1. Shang Juncheng (qualificato)
2. Sho Shimabukuro (ultimo turno, lucky loser)
3. Denis Kudla (primo turno)
4. Alexis Galarneau (ultimo turno)
5. Shintaro Mochizuki (qualificato)
6. Brandon Holt (ultimo turno, ritirato)

1. Zachary Svajda (qualificato)
2. Mitchell Krueger (primo turno)
3. Mukund Sasikumar (primo turno)
4. James Trotter (primo turno)
5. Kyle Seelig (ultimo turno)
6. Thai-Son Kwiatkowski (ultimo turno)

## Qualificati
1. Shang Juncheng
2. Bradley Klahn
3. Kiranpal Pannu

1. Bjorn Fratangelo
2. Shintaro Mochizuki
3. Zachary Svajda

### Lucky loser
1. Sho Shimabukuro

## Tabellone

### Sezione 1
|  | Primo turno | Primo turno          | Primo turno          | Primo turno | Primo turno |  |  | Ultimo turno | Ultimo turno         | Ultimo turno         | Ultimo turno | Ultimo turno |  |
|  |             |                      |                      |             |             |  |  |              |                      |                      |              |              |  |
|  | 1           | Shang Juncheng       | Shang Juncheng       | 6           | 6           |  |  |              |                      |                      |              |              |  |
|  |             | Gage Brymer          | Gage Brymer          | 3           | 2           |  |  | 1            | Shang Juncheng       | Shang Juncheng       | 7            | 6            |  |
|  | PR          | Peter Polansky       | Peter Polansky       | 2           | 0           |  |  | 12           | Thai-Son Kwiatkowski | Thai-Son Kwiatkowski | 65           | 2            |  |
|  | 12          | Thai-Son Kwiatkowski | Thai-Son Kwiatkowski | 6           | 6           |  |  |              |                      |                      |              |              |  |

### Sezione 2
|  | Primo turno | Primo turno     | Primo turno     | Primo turno | Primo turno |  |  | Ultimo turno | Ultimo turno    | Ultimo turno    | Ultimo turno | Ultimo turno |  |
|  |             |                 |                 |             |             |  |  |              |                 |                 |              |              |  |
|  | 2           | Sho Shimabukuro | Sho Shimabukuro | 6           | 6           |  |  |              |                 |                 |              |              |  |
|  |             | Donald Young    | Donald Young    | 3           | 4           |  |  | 2            | Sho Shimabukuro | Sho Shimabukuro | 5            | 4            |  |
|  | PR          | Bradley Klahn   | Bradley Klahn   | 6           | 7           |  |  | PR           | Bradley Klahn   | Bradley Klahn   | 7            | 6            |  |
|  | 10          | James Trotter   | James Trotter   | 4           | 64          |  |  |              |                 |                 |              |              |  |

### Sezione 3
|  | Primo turno | Primo turno      | Primo turno      | Primo turno | Primo turno |  |  | Ultimo turno | Ultimo turno   | Ultimo turno | Ultimo turno | Ultimo turno |  |
|  |             |                  |                  |             |             |  |  |              |                |              |              |              |  |
|  | 3           | Denis Kudla      | 6                | 3           | 4           |  |  |              |                |              |              |              |  |
|  |             | Kiranpal Pannu   | 4                | 6           | 6           |  |  |              | Kiranpal Pannu | 3            | 6            | 7            |  |
|  |             | Bruno Kuzuhara   | Bruno Kuzuhara   | 6           | 6           |  |  |              | Bruno Kuzuhara | 6            | 2            | 6            |  |
|  | 9           | Mukund Sasikumar | Mukund Sasikumar | 4           | 2           |  |  |              |                |              |              |              |  |

### Sezione 4
|  | Primo turno | Primo turno          | Primo turno          | Primo turno | Primo turno |  |  | Ultimo turno | Ultimo turno     | Ultimo turno | Ultimo turno | Ultimo turno |  |
|  |             |                      |                      |             |             |  |  |              |                  |              |              |              |  |
|  | 4           | Alexis Galarneau     | Alexis Galarneau     | 6           | 6           |  |  |              |                  |              |              |              |  |
|  | PR          | Juan Sebastián Gómez | Juan Sebastián Gómez | 1           | 0           |  |  | 4            | Alexis Galarneau | 4            | 6            | 3            |  |
|  | WC          | Bjorn Fratangelo     | 3                    | 7           | 6           |  |  | WC           | Bjorn Fratangelo | 6            | 3            | 6            |  |
|  | 8           | Mitchell Krueger     | 6                    | 65          | 4           |  |  |              |                  |              |              |              |  |

### Sezione 5
|  | Primo turno | Primo turno        | Primo turno        | Primo turno | Primo turno |  |  | Ultimo turno | Ultimo turno       | Ultimo turno       | Ultimo turno | Ultimo turno |  |
|  |             |                    |                    |             |             |  |  |              |                    |                    |              |              |  |
|  | 5           | Shintaro Mochizuki | Shintaro Mochizuki | 6           | 6           |  |  |              |                    |                    |              |              |  |
|  |             | Mateus Alves       | Mateus Alves       | 3           | 4           |  |  | 5            | Shintaro Mochizuki | Shintaro Mochizuki | 6            | 6            |  |
|  | WC          | Benjamin Kittay    | Benjamin Kittay    | 4           | 5           |  |  | 11           | Kyle Seelig        | Kyle Seelig        | 3            | 2            |  |
|  | 11          | Kyle Seelig        | Kyle Seelig        | 6           | 7           |  |  |              |                    |                    |              |              |  |

### Sezione 6
|  | Primo turno | Primo turno    | Primo turno    | Primo turno | Primo turno |  |  | Ultimo turno | Ultimo turno   | Ultimo turno | Ultimo turno | Ultimo turno |  |
|  |             |                |                |             |             |  |  |              |                |              |              |              |  |
|  | 6           | Brandon Holt   | Brandon Holt   | 7           | 6           |  |  |              |                |              |              |              |  |
|  | WC          | Andrew Fenty   | Andrew Fenty   | 5           | 3           |  |  | 6            | Brandon Holt   | 63           | 0            | r            |  |
|  | WC          | Ryan Harrison  | Ryan Harrison  | 3           | 63          |  |  | 7            | Zachary Svajda | 7            | 3            |              |  |
|  | 7           | Zachary Svajda | Zachary Svajda | 6           | 7           |  |  |              |                |              |              |              |  |